# WAW-NYC
WAW-NYC – siódmy (a piąty studyjny) album polskiego gitarzysty jazzowego Marka Napiórkowskiego, wydany 29 września 2017 przez Wydawnictwo Agora. Album uzyskał nominację do nagrody Fryderyka 2018.

## Lista utworów
Opracowano na podstawie materiału źródłowego.
| Nr | Tytuł utworu                 | Muzyka             | Długość |
| -- | ---------------------------- | ------------------ | ------- |
| 1. | „Cloud Illusions”            | Marek Napiórkowski | 7:47    |
| 2. | „The Way” (+ Chris Potter)   | Marek Napiórkowski | 6:45    |
| 3. | „Petriolo” (+ Manuel Valera) | Marek Napiórkowski | 7:31    |
| 4. | „Quantum Walk”               | Robert Kubiszyn    | 7:16    |
| 5. | „Therese Dreaming”           | Marek Napiórkowski | 5:21    |
| 6. | „Letting Go”                 | Marek Napiórkowski | 7:15    |
| 7. | „Joyful Souls”               | Marek Napiórkowski | 6:35    |
|    |                              |                    | 48:30   |

## Wykonawcy
- Marek Napiórkowski – gitary (akustyczna, elektryczna, klasyczna)
- Robert Kubiszyn – gitara basowa, kontrabas
- Clarence Penn – bębny
- Manuel Valera – fortepian (3)
- Chris Potter – saksofon tenorowy, klarnet basowy (2)